# 24e législature de la Colombie-Britannique

La 24e législature de la Colombie-Britannique a siégé de septembre 1953 à 1956. Ses membres sont élus lors de l'élection générale de 1953. Le Parti Crédit social de la Colombie-Britannique dirigé par W. A. C. Bennett forme un gouvernement majoritaire. Le CCF d'Arnold Webster forme l'opposition officielle.
Thomas Irwin est président de l'Assemblée durant l'ensemble de la législature.

## Membre de la 24elégislature
| Député | Député                         | Circonscription         | Parti                     |
| ------ | ------------------------------ | ----------------------- | ------------------------- |
|        | Stanley John Squire            | Alberni                 | CCF                       |
|        | Frank Arthur Calder            | Atlin                   | CCF                       |
|        | Ernest Edward Winch            | Burnaby                 | CCF                       |
|        | William Ralph Talbot Chetwynd  | Cariboo                 | Créditiste                |
|        | William Kenneth Kiernan        | Chilliwack              | Créditiste                |
|        | Richard Orr Newton             | Columbia                | Créditiste                |
|        | William Campbell Moore         | Comox                   | CCF                       |
|        | Robert Martin Strachan         | Cowichan-Newcastle      | CCF                       |
|        | Leo Thomas Nimsick             | Cranbrook               | CCF                       |
|        | Thomas Irwin                   | Delta                   | Créditiste                |
|        | Lyle Wicks                     | Dewdney                 | Créditiste                |
|        | Herbert Joseph Bruch           | Esquimalt               | Créditiste                |
|        | Thomas Hubert Uphill           | Fernie                  | Travailliste              |
|        | Ray Gillis Williston           | Fort George             | Créditiste                |
|        | Rupert Williams Haggen         | Grand Forks-Greenwood   | CCF                       |
|        | Philip Arthur Gaglardi         | Kamloops                | Créditiste                |
|        | Randolph Harding               | Kaslo-Slocan            | CCF                       |
|        | James Gordon Gibson            | Lillooet                | Libéral                   |
|        | Anthony John Gargrave          | Mackenzie               | CCF                       |
|        | Lorenzo (Larry) Giovando       | Nanaimo and the Islands | Progressiste-conservateur |
|        | Wesley Drewett Black           | Nelson-Creston          | Créditiste                |
|        | John McRae (Rae) Eddie         | New Westminster         | CCF                       |
|        | Lorne Shantz                   | North Okanagan          | Créditiste                |
|        | George Henry Tomlinson Jr.     | North Vancouver         | Créditiste                |
|        | Philip Archibald Gibbs         | Oak Bay                 | Libéral                   |
|        | Cyril Morley Shelford          | Omineca                 | Créditiste                |
|        | Charles William Parker         | Peace River             | Créditiste                |
|        | Arthur Bruce Brown             | Prince Rupert           | Libéral                   |
|        | Vincent Segur                  | Revelstoke              | CCF                       |
|        | Robert Edward Sommers          | Rossland-Trail          | Créditiste                |
|        | John Douglas Tidball Tisdalle  | Saanich                 | Créditiste                |
|        | James Allan Reid               | Salmon Arm              | Créditiste                |
|        | Francis Xavier Richter         | Similkameen             | Créditiste                |
|        | Frank Howard                   | Skeena                  | CCF                       |
|        | William Andrew Cecil Bennett   | South Okanagan          | Créditiste                |
|        | Eric Charles Fitzgerald Martin | Vancouver-Burrard       | Créditiste                |
|        | Bert Price                     | Vancouver-Burrard       | Créditiste                |
|        | Alexander Small Matthew        | Vancouver Centre        | Créditiste                |
|        | George Churchill Moxham        | Vancouver Centre        | Créditiste                |
|        | Arthur James Turner            | Vancouver East          | CCF                       |
|        | Arnold Alexander Webster       | Vancouver East          | CCF                       |
|        | Thomas Audley Bate             | Vancouver-Point Grey    | Créditiste                |
|        | Robert William Bonner          | Vancouver-Point Grey    | Créditiste                |
|        | Arthur Laing                   | Vancouver-Point Grey    | Libéral                   |
|        | Lydia Augusta Arsens           | Victoria City           | Créditiste                |
|        | William Neelands Chant         | Victoria City           | Créditiste                |
|        | Walter Percival Wright         | Victoria City           | Créditiste                |
|        | Irvine Finlay Corbett          | Yale                    | Créditiste                |

## Répartition des sièges
| Parti    | Parti                     | Député(s) |
| -------- | ------------------------- | --------- |
|          | Crédit social             | 28        |
|          | CCF                       | 14        |
|          | Libéral                   | 4         |
|          | Progressiste-conservateur | 1         |
|          | Travailliste              | 1         |
| Total    | Total                     | 48        |
| Majorité | Majorité                  | 8         |

## Élections partielles
Des élections partielles ont été tenues pour diverses autres raisons:
| Circonscription  | Député                            | Parti         | Élection          | Motif                                                                      |
| ---------------- | --------------------------------- | ------------- | ----------------- | -------------------------------------------------------------------------- |
| Victoria City    | George Frederick Thompson Gregory | Libéral       | 24 novembre 1953  | Démission de W.P. Wright pour offrir un siège à E.M. Gunderson             |
| Lillooet         | Donald Frederick Robinson         | Crédit social | 12 septembre 1955 | Démission de J.G. Gibson après des allégations de fraude et de patronagere |
| Vancouver Centre | Leslie Raymond Peterson           | Crédit social | 12 septembre 1955 | Décès de G.C. Moxham le 10 novembre 1955                                   |

## Autre(s) changement(s)
- Lorenzo Giovando quitte les Progressistes-conservateurs pour siéger comme Indépendant en juillet 1954[5].